# Liberty Park
Liberty Park  es un parque público elevado de un acre (4,000 m²) en el World Trade Center en la ciudad de Nueva York, con vista al Museo y National September 11 Memorial & Museum. Se encuentra por encima del Centro de Seguridad Vehicular y se inauguró el 29 de junio de 2016. El Santuario Nacional de San Nicolás se encuentra dentro del parque, así como The Sphere, la escultura icónica rescatada del sitio del World Trade Center. Otra estatua, el Monumento a la Respuesta de América, también se encuentra en el parque.
Su construcción empezó en 2013, cuando se completó el Vehicular Security Center. La Autoridad Portuaria asignó unos 50 millones de dólares para la construcción del parque en diciembre de 2013. Fue inaugurado el 29 de junio de 2016. El 16 de agosto de 2017, la Autoridad Portuaria instaló la emblemática escultura The Sphere dentro del parque, que se situaba en el antiguo World Trade Center y fue dañada en los atentados. Originalmente la Iglesia Ortodoxa Griega de San Nicolás iba a ser reconstruida fuera del complejo, pero posteriormente se decidió construirla en ese dicho parque.
El parque tiene una superficie de 4000 m², está situado a una altitud de seis metros y tiene capacidad para 750 personas. Hay un jardín vertical en la fachada del Vehicular Security Center hacia Liberty Street. Un camino recorre toda la longitud del parque con un trazado ondulante. Sus salidas son tres escaleras, un puente peatonal y una rampa recta que baja hacia Greenwich Street. Una de las escaleras es paralela a Greenwich Street y se encuentra junto a la iglesia. Hay bancos de madera y un pequeño espacio elevado similar a un anfiteatro en el lado del parque que da hacia West Street. Por último, hay un balcón que sirve de mirador a lo largo de gran parte de Liberty Street y otro balcón ligeramente curvado a los pies de la iglesia.

## Escultura

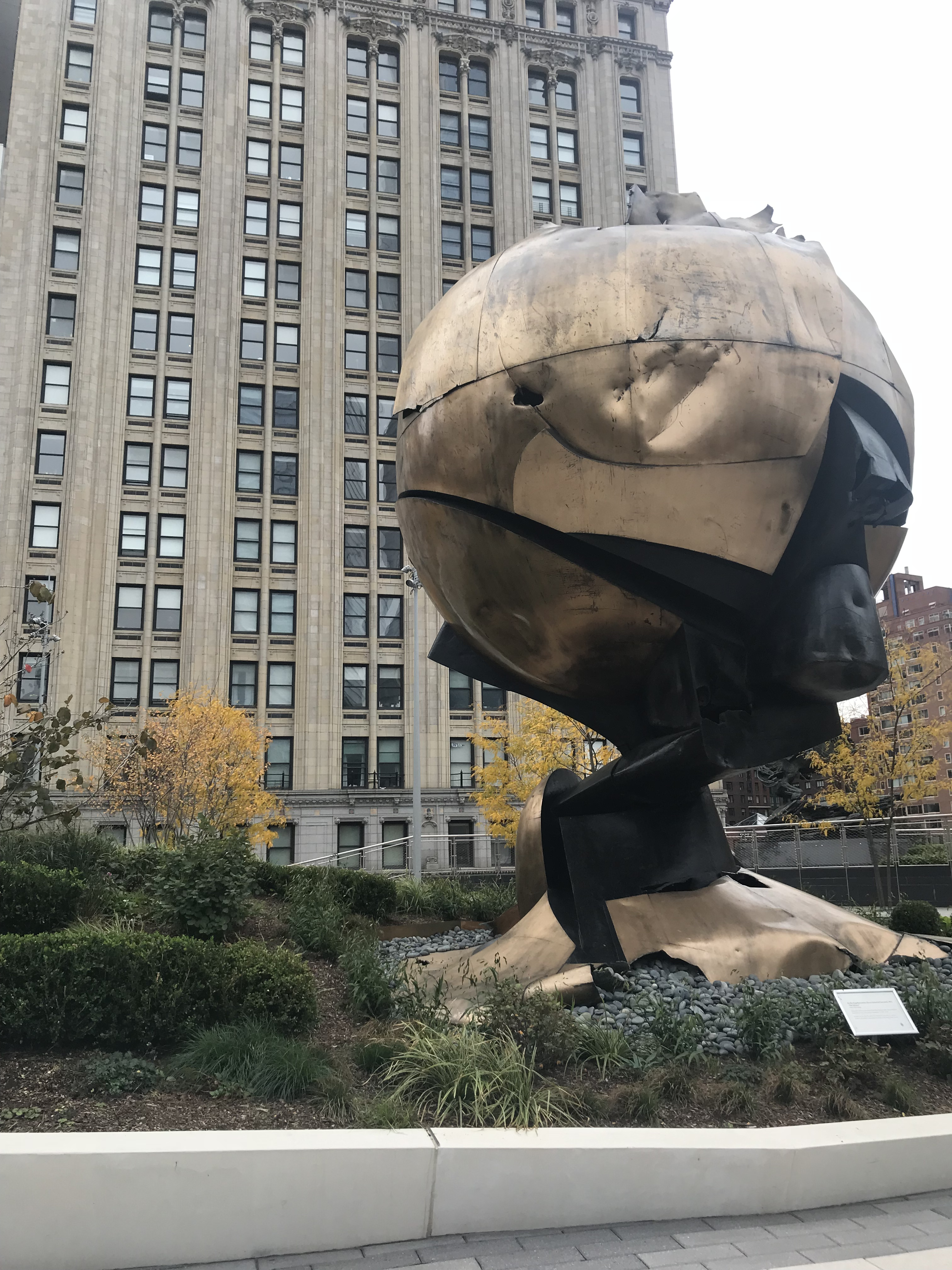
The Sphere en Liberty Park.

The Sphere, una gran escultura de bronce fundido del artista alemán Fritz Koenig, se encontraba en Austin Tobin Plaza, entre las torres del World Trade Center en Manhattan. Recuperado de los escombros después de los ataques del 11 de septiembre de 2001, intacto pero visiblemente dañado, The Sphere enfrentó un futuro incierto y fue desmantelado y almacenado. La Autoridad Portuaria de Nueva York y Nueva Jersey (PANYNJ), propietaria de The Sphere, consideró colocar la escultura en Liberty Park, que se ubicará entre el edificio 90 West Street y el sitio del World Trade Center Memorial. La construcción en Liberty Park no comenzó hasta 2013, por lo que se necesitaba una ubicación para colocar The Sphere hasta que se completara Liberty Park. Hasta febrero de 2011, PANYNJ no había tomado una decisión final oficial sobre dónde colocar la escultura una vez que comienza la construcción de Battery Park, lo que obligó a la escultura a moverse. Hasta que se abrió Liberty Park, The Sphere debía ser almacenada.
Cuando Liberty Park abrió sus puertas en junio de 2016, la pregunta no había sido resuelta. El 22 de julio de 2016, la Autoridad Portuaria votó para trasladar la escultura a Liberty Park, y en agosto de 2017, PANYNJ trasladó la escultura a Liberty Park. El 6 de septiembre de 2017, la Esfera se dio a conocer en su hogar permanente en Liberty Park, con vistas al sitio del World Trade Center.